# FreeVMS
FreeVMS је оперативни систем сличан OpenVMS и може се покретати на различитим архитектурама, као што су i386, PPC, , као и многим другим. Садржи POSIX језгро и интерпретер наредбене линије DCL. Једина до сада подржана архитектура је i386.